# Marie-Jacqueline Desouches
Pour les articles homonymes, voir Desouches.
Marie-Jacqueline Desouches, née le 3 août 1929 et morte le 14 novembre 2000, est une femme politique française, membre du Parti Socialiste.

## Biographie
Elle est maître-assistante à la faculté de droit et de sciences économiques de Brest. 

## Détail des fonctions et des mandats
Mandat parlementaire
- 11 septembre 1981 - 23 juillet 1984 : Députée européenne

Mandat local
- 1974 - 1979 : Conseillère régionale (parti socialiste)
- 1973 - 1985 : Conseillère générale du canton de Brest-Lambézellec
- 1985 - 1992 : Conseillère générale du canton de Brest-Kerichen

## Distinctions honorifiques
- Chevalier de l'ordre national du mérite
- Chevalier de l'ordre des Palmes académiques